# 彼得·多南
彼得·多南（1939年—）是一位英国物理学家，伦敦帝国学院教授，2002年获卢瑟福奖章，2003年当选皇家学会会士。